# 전욱
전욱 고양씨(顓頊高陽氏)은 고대 중국의 신화상의 제왕이다. 오제(五帝)의 한 명으로 소호의 뒤를 이어 제위에 올랐다. 재위는 78년이었다고 전해진다.
아버지는 창의(昌意), 어머니는 촉산씨(蜀山氏)의 딸인 창박(昌僕)이다. 창의는 황제의 손자이고 전욱은 황제의 증손자가 된다. 자식으로는 궁선(窮蟬),도올,궁귀,고획조,노동이 있다.
어려서 죽은 망량,소아귀,학귀 등은 전염병을 일으키는 악령이 되었다.
전욱은 다른 전설상의 천자처럼 고결한 인간으로서 묘사되고 있다. 사기에는 제사를 잘 거행한 군주로서 묘사되고 있다.
『사기』(史記)의 오제본기(五帝本紀)에 의하면 '인품은 고요하고 그윽하며 항상 심모(深謀)를 갖추고 있다'고 전한다. 전욱은 민간의 사람들이 신과 관련되는 것을 싫어해 증손인 중(重), 려(黎)에 명해 하늘로 통하는 길을 닫아서 신과 사람이 구별을 두도록 했다고 한다. 
| 전임 소호 금천씨 | 중국의 임금(帝) 기원전 2514년경 ~ 기원전 2436년경 | 후임 제곡 고신씨 |

## 같이 보기
- 현천상제